# 无极白酒
无极白酒是河北无极县出产的白酒，源于当地民间已有逾百年历史的原自酿自饮之酒。改革开放后县民除自酿自饮外，也有市售。无极白酒为纯粮为原料，以入选市级非物质文化遗产的传统工艺酿造而成，产品除高粱酒、五粮酒、荞麦酒、大麦酒、红枣酒外，近年又开发出了红薯酒。无极白酒的生产现零散分布于多为小型企业的当地私人小酒坊，因此普遍有资金局限之困境而难以大规模批量化生产，所以此酒为一地方品牌，产品虽有销售至外地，但主要市场绝大在本地。